# جو بوينتون
جو بوينتون (بالإنجليزية: Joe Pointon)‏ (1905 في المملكة المتحدة - 1939 في المملكة المتحدة) هو لاعب كرة قدم بريطاني (وحمل سابقاً جنسية المملكة المتحدة لبريطانيا العظمى وأيرلندا) في مركز الهجوم. لعب مع برايتون أند هوف ألبيون وبورت فايل وستوك سيتي ونادي بريستول روفيرز ونادي توركي يونايتد ونادي لوتون تاون ونادي والسول وCongleton Town F.C. ‏.